# Villaromagnano
Villaromagnano – miejscowość i gmina we Włoszech, w regionie Piemont, w prowincji Alessandria.
Według danych na styczeń 2010 gminę zamieszkiwało 718 osób przy gęstości zaludnienia 117,3 os./1 km².